# Fagotipificación
La fagotipificación es un método de fenotipado que utiliza a bacteriófagos para la detección e identificación de cepas únicas de bacterias. Se utiliza para rastrear la fuente de brotes infecciosos. Los virus que infectan a las bacterias se denominan bacteriófagos ("fagos" para abreviar) y algunos de ellos solo pueden infectar a una única cepa de bacterias. Estos fagos se utilizan para identificar diferentes cepas de bacterias dentro de una sola especie.
Dependiendo del método de replicación, los fagos pueden clasificarse ampliamente como fagos virulentos (replicar por vía lítica) y fagos temperados (replicar vía tanto lítica como lisogénica).
Se inoculan fagos líticos en un inóculo huésped de la bacteria bajo investigación. Los fagos que pueden establecer una infección lítica en ese aislado producen una zona clara. Como la capacidad de ser infectado (y lisado) por diferentes fagos varía entre diferentes cepas de bacterias, el patrón de lisis forma la base de la tipificación de fagos.
Los microbiólogos han utilizado la tipificación de fagos durante varias décadas para determinar la relación de especies y también para diversos fines epidemiológicos (vigilancia, investigaciones de brotes, etc.). Los métodos de tipificación de fagos están siendo reemplazados gradualmente por técnicas genotípicas como tipificación de repeticiones palindrómicas cortas agrupadas regularmente interespaciadas (CRISPR), secuenciación del genoma completo, etc.

## Principio
Las cepas bacterianas se cultivan en un medio de cultivo adecuado y luego se someten al ataque de una serie de diferentes fagos conocidos. Algunos fagos matarán a las bacterias y lisarán su colonia, que puede visualizarse y medirse, pero otros no podrán matar una bacteria determinada. Dependiendo de qué grupos de fagos pueden lisar o no lisar la cepa bacteriana, a las bacterias se les asigna un número, también llamado tipo fago.

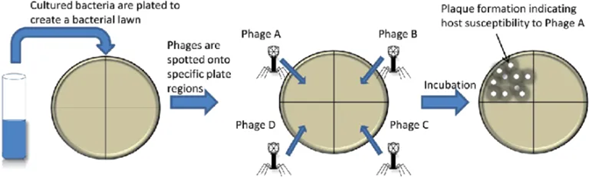
Pasos de la fagotipificación

La fago tipificación se ha utilizado durante décadas para la subtipificación de Salmonella typhimurium para determinar la relación epidemiológica entre aislamientos. El sistema distingue más de 300 tipos de fagos definitivos (DT) de Salmonella typhimurium, según sus patrones de lisis en una colección única de fagos de Salmonella, por ejemplo, S. typhimurium DT104. La tipificación de fagos también se realiza para otras especies de Salmonella, p. Ej. Salmonella enteritidis PT4. De manera similar, los estafilococos se tipifican para determinar si los aislamientos pertenecen a los tipos de fagos más virulentos, de modo que se pueda instituir el método de control de infecciones apropiado.

## Características destacadas de los métodos de fago tipificación
1. La fagotipificación es un método rápido y de bajo costo para la vigilancia epidemiológica y la investigación de brotes (identificación de la fuente de infección).
2. La fagotipificación es el método de tipificación más ampliamente reconocido para Staphylococcus aureus y también se sigue utilizando ampliamente para subdividir serotipos de Pseudomonas aeruginosa y Salmonella/Shigella spp. La tipificación de fagos sigue siendo el método estándar de oro para la vigilancia epidemiológica de S. typhimurium.

## Procedimiento
1. Etiquetar cada placa con el nombre/número de la bacteria de prueba.
2. Colocar un hisopo de algodón estéril en la suspensión bacteriana y eliminar el exceso de líquido presionando y girando el algodón contra el interior del tubo por encima del nivel del líquido.
3. Separar el hisopo en tres direcciones sobre la superficie del medio de agar para obtener un crecimiento uniforme. Realizar un barrido final alrededor del borde del agar. Esto se hace para hacer un cultivo de bacterias en el césped.
4. Dejar que las placas se sequen durante cinco minutos.
5. Dividir la placa en cuatro cuartos (utilizando un lápiz, trazando una línea en la parte posterior del plato) y nombre cada cuarto con el nombre del bacteriófago que va a inocular en esa región.
6. Una vez que el medio de agar se haya secado completamente, inocular puntualmente 10 µl de fagos (según el etiquetado) dejando caer solo una pequeña cantidad de la suspensión de fagos de la punta de la pipeta.
7. Repetir el procedimiento anterior con una punta de pipeta nueva e inocular este fago en su región específicamente etiquetada.
8. Dejar que los inóculos de fagos se sequen por completo.
9. Incubar a 37 °C durante 1-2 días (o 30 °C si la incubación dura más de 2 días).

## Reporte
• Examina las placas en busca de evidencia de lisis (una placa gigante) en el área donde se inoculó el fago y tabule los resultados. 
• Registra positivo para lisis (= sensibilidad de una cepa bacteriana a un fago en particular).

## Limitaciones
1. La fago tipificación requiere diferentes fagos, por lo que la tipificación de fagos está fuera del alcance de los laboratorios de diagnóstico locales. Generalmente se realiza solo en laboratorios de referencia.
2. La fago tipificación requiere una experiencia técnica sustancial para realizarla. El control cuidadoso de las condiciones ambientales y otras variables es técnicamente exigente.
3. El mantenimiento de la tipificación de fagos por el laboratorio de referencia es un enfoque costoso y que requiere mucho tiempo.
4. Los tipos de fagos pueden cambiar después de la conversión lisogénica, la pérdida de profagos o la ganancia o pérdida de plásmidos R, y esta variabilidad se combina con la necesidad continua de mantener el conjunto de tipificación de bacteriófagos en un estado viable mediante pases regulares en serie.